# طراحی باز

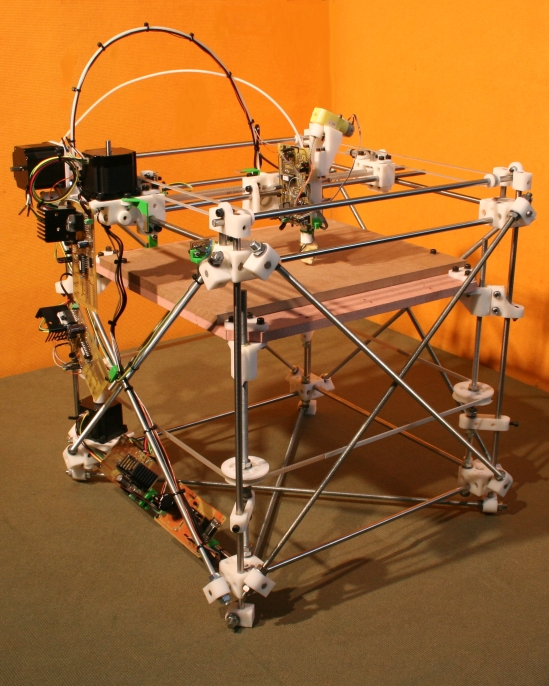
چاپگر سه بعدی همه منظورهٔ RedRap، علاوه بر اینکه می‌تواند به منظور ایجاد ساختارها و اجزای کارکردی برای پروژه‌های طرح باز استفاده شود، خود به تنهایی یک پروژهٔ متن باز نیز هست.

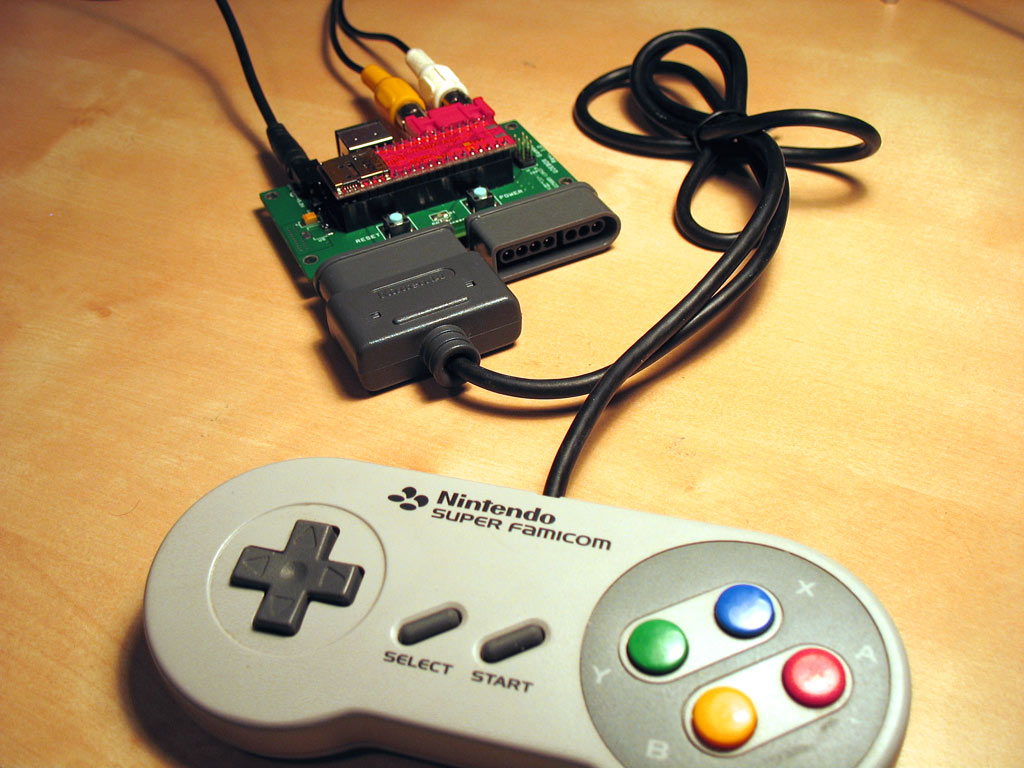
Uzebox یک کنسول بازی ویدئویی طرح-باز است.

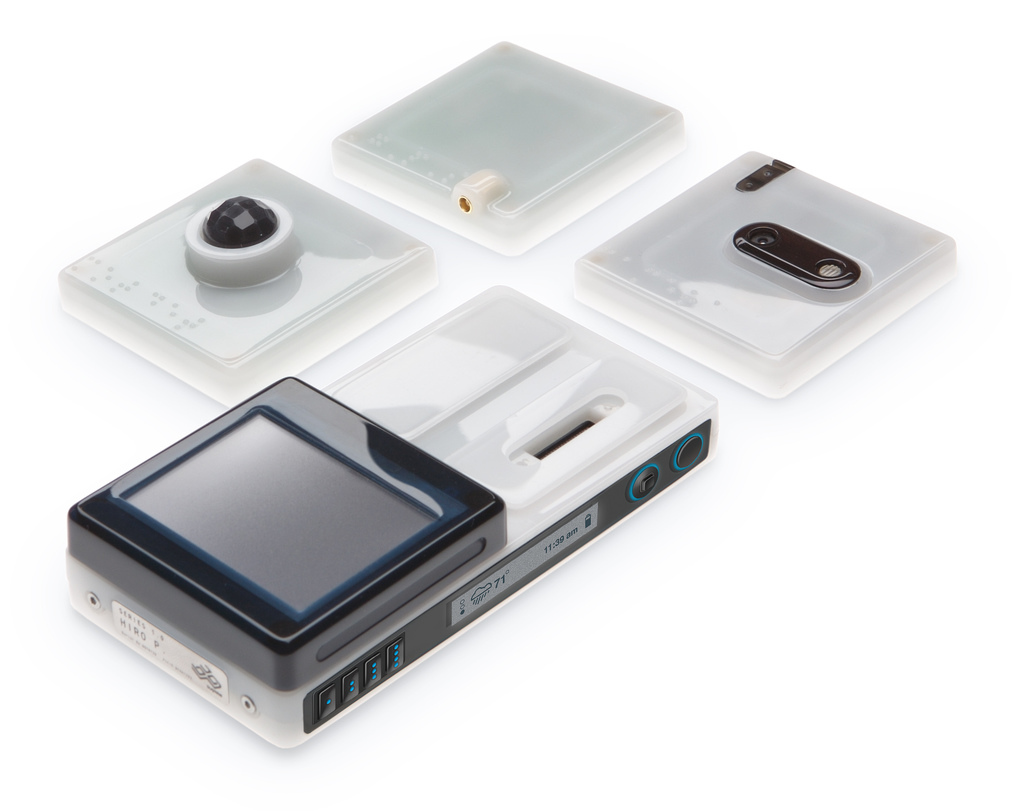
سخت‌افزار متن باز Bug Labs

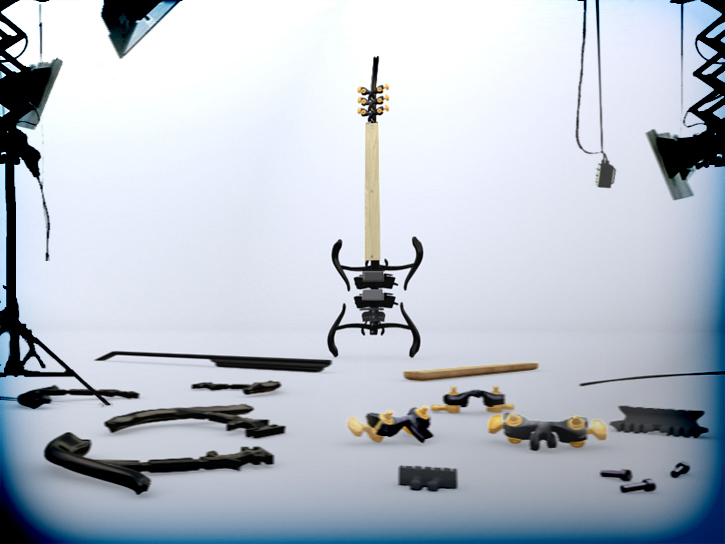
کیت گیتار متن باز با بدنهٔ چاپی سه بعدی

طرح-باز (به انگلیسی: Open Design) توسعهٔ محصولات فیزیکی، ماشین‌‌آلات و سیستم‌ها با به‌کارگیری اطلاعات طراحی به اشتراک گذاشته شده توسط عموم است. طراحی باز شامل تهیهٔ نرم‌افزار متن-باز و آزاد و نیز سخت‌افزار متن-باز می‌شود. فرایند عمومن به وسیلهٔ اینترنت تسهیل و اغلب بدون پرداخت پول اجرا می‌شود. فلسفه و اهداف طرح باز عینن همان فلسفهٔ جنبش متن-باز است، لیکن به جای نرم‌افزار برای توسعهٔ محصولات فیزیکی به کار بسته می‌شود. طرح-باز، نوعی هم آفرینی است؛ آنجا که محصول نهایی توسط کاربران طراحی شود و نه ذینفعان خارجی مانند یک شرکت خصوصی.

## سازمان‌های طراحی-باز

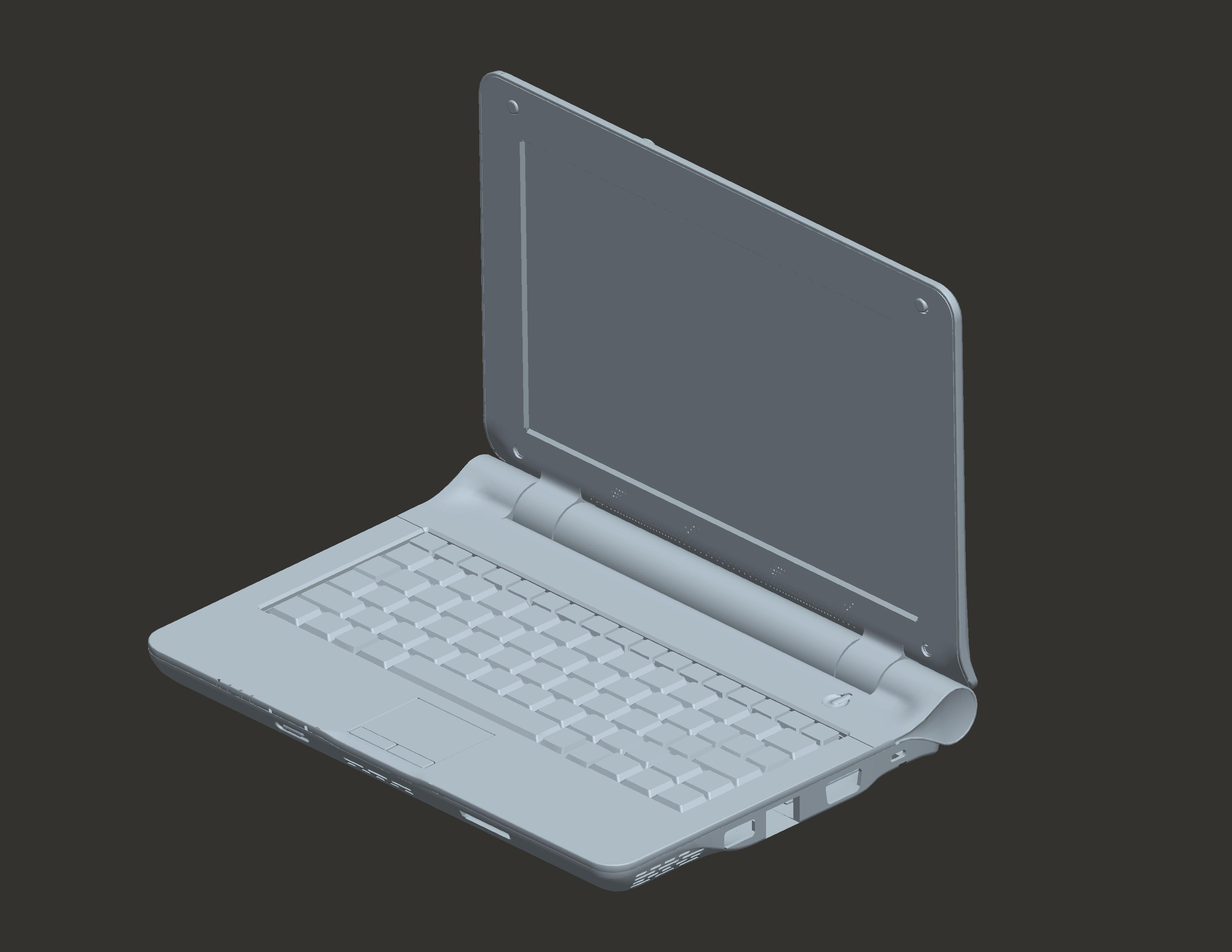
طراحی مرجع VIA OpenBook تجسم طراحی به کمک رایانه

## تاریخچه